# 阿不力克木·阿不力米提
阿不力克木·阿不力米提（英語：Ablikim Ablimit，1981年3月—），也称阿木，新疆喀什人，维吾尔族，中华人民共和国企业家。

## 生平
2000年毕业于新疆喀什第二中学，同年以新疆理科状元考入清华大学生物系。2004年，以优秀毕业生身份获得理学学士，被保送清华大学经济管理学院。毕业后，供职于罗兰贝格咨询公司，任至企业管理执行总监。2015年1月，加盟乐视，并担任乐视集团高级副总裁，负责乐视集团的战略管理进程及乐视生态顶层构建。
2017年4月11日，阿木担任乐视移动代理CEO，全面负责乐视移动整体的日常经营及团队管理。原乐视移动公司总裁冯幸继续担任乐视控股高级副总裁，并新任乐视运营商公司董事长兼CEO。
2017年8月24日，在乐视举行的内部会议上，宣布卸任一切职务。
2017年12月，在辞去乐视移动CEO四个月后，加盟联想，并将担任联想中国区战略与业务拓展副总裁。